# LATAM Challenge Series
LATAM Challenge Series fue una serie de automovilismo con sede en América Latina. Fue el reemplazo de la Fórmula Renault 2000 de América.

## Monoplazas
Durante las dos primeras temporadas, se utilizaron coches de Fórmula Renault 2.0. Pero  a partir de 2010, la serie empezó a utilizar una configuración de Fórmula Vee, con motores Volkswagen. Se utilizaban chasis de la marca italiana Tatuus.

## Campeones
| Temporada                                           | Campeón             | Equipo                |
| --------------------------------------------------- | ------------------- | --------------------- |
| 2008                                                | Giancarlo Serenelli | RE Racing             |
| 2009                                                | André Solano        | Team Costa Rica Único |
| 2010                                                | Giancarlo Serenelli | RE Racing             |
| 2011                                                | Giancarlo Serenelli | RE Racing             |
| 2012                                                | Francisco Cerullo   | RE Racing             |
| 2013                                                | Francisco Cerullo   | Jackers Racing        |
| 2014                                                | Santiago Lozano     | Team Colombia         |
| Fue remplazado por el Campeonato NACAM de Fórmula 4 |                     |                       |

## Circuitos
- Negrita denota un circuito de Fórmula 1 que estuvo en el calendario.

| Número | Países, Circuitos                | Temporadas           |
| ------ | -------------------------------- | -------------------- |
| 1      | Autódromo Miguel E. Abed         | 2008–2013            |
| 2      | Autódromo del Águila             | 2008                 |
| 3      | Autódromo San Luis 400           | 2008–2013            |
| 4      | Autódromo de Querétaro           | 2008–2011, 2013      |
| 5      | Autódromo de Zacatecas           | 2008, 2012           |
| 6      | Autódromo Guadalajara            | 2008–2009, 2012–2013 |
| 7      | Autódromo de la Cantera          | 2008–2010            |
| 8      | Autódromo Monterrey              | 2008–2011, 2013      |
| 9      | Autódromo La Guácima             | 2009                 |
| 10     | Súper Óvalo Chiapas              | 2010                 |
| 11     | Motorsport Ranch                 | 2010, 2013–2014      |
| 12     | MSR Houston                      | 2010–2014            |
| 13     | Circuito Centro Dinámico Pegaso  | 2011–2012            |
| 14     | Autódromo Hermanos Rodríguez     | 2011–2013            |
| 15     | Eagles Canyon Raceway            | 2011–2012            |
| 16     | Óvalo Aguascalientes México      | 2012–2013            |
| 17     | Homestead–Miami Speedway         | 2014                 |
| 18     | Palm Beach International Raceway | 2014                 |
| 19     | Sebring International Raceway    | 2014                 |
| 20     | Daytona International Speedway   | 2014                 |